# NGC 3592
NGC 3692 is een spiraalvormig sterrenstelsel in het sterrenbeeld Leeuw. Het hemelobject werd op 4 maart 1865 ontdekt door de Duitse astronoom Albert Marth.

## Synoniemen
- UGC 6267
- MCG 3-29-11
- ZWG 96.11
- PGC 34248